# Dubeninki (stacja kolejowa)
Dubeninki – zlikwidowana stacja kolejowa w Dubeninkach, w województwie warmińsko-mazurskim, w Polsce. Stacja znajdowała się przy nieczynnej linii kolejowej z Pobłędzia do Botkun.